# اوبرهاخینگ
اوبرهاخینگ (به آلمانی: Oberhaching) یک شهر در آلمان است که درمنطقه مونیخ واقع شده‌است.

## خصوصیات
اوبرهاخینگ ۲۶٫۶۰ کیلومترمربع مساحت دارد ۵۷۶ متر بالاتر از سطح دریا واقع شده‌است.